# Ghiffa
Ghiffa – miejscowość i gmina we Włoszech, w regionie Piemont, w prowincji Cusio Ossola. Położona około 120 kilometrów na północny wschód od Turynu i około 7 kilometrów na północny wschód od Verbanii na zachodnim brzegu jeziora Maggiore. Miejscową atrakcją jest sanktuarium Sacro Monte di Ghiffa, należące do kompleksu Sacri Monti, w 2003 r. wpisanego na Listę światowego Dziedzictwa UNESCO.
Według danych na rok 2004 gminę zamieszkiwało 2336 osób, 179,7 os./km².